# Reidar Lund
Reidar Lund, född 3 juni 1897, död 19 mars 1978, var en norsk fotograf och regissör. 

## Filmfoto i urval
- 1921 – Under Polarkredsens himmel
- 1923 – Med Roald Amundsens Nordpolsekspedition til første vinterkvarter
- 1925 – Himmeluret
- 1927 – Den glade enke i Trangvik
- 1932 – Prinsessen som ingen kunne målbinde
- 1932 – Deception (aldrig färdigställd)
- 1934 – Sangen om Rondane
- 1935 – Samhold må til (kortfilm)
- 1936 – Norge for folket
- 1936 – Vi bygger landet
- 1937 – By og land hand i hand
- 1938 – Det drønner gjennom dalen
- 1938 – Bygg din fremtid!
- 1939 – Familien på Borgan
- 1939 – Gryr i Norden
- 1939 – Å, en så'n brud!
- 1940 – Godvakker-Maren
- 1940 – Vildmarkens sång
- 1942 – Jeg drepte!
- 1943 – Vigdis
- 1943 – Den nye lægen
- 1944 – Kommer du, Elsa?
- 1944 – Brudekronen
- 1946 – Jag var fånge på Grini
- 1946 – Om kjærligheten synger de
- 1953 – Den evige Eva
- 1953 – Flukt fra paradiset
- 1954 – I moralens navn